# Kleczkowo
Kleczkowo – wieś sołecka w Polsce położona w województwie mazowieckim, w powiecie ostrołęckim, w gminie Troszyn. Leży nad rzeką Ruż.

## Historia
Miejscowość powstała na przełomie XIV/XV wieku jako wieś. W 1429 pierwszy kościół funduje tu Sobessantius – Sobiesąd Tyszka herbu Trzaska – sędzia ziemski łomżyński, dziedzic wsi. W 1512 r., staraniem księdza Stanisława z Budnego z fundacji Jakuba Kleczkowskiego, wzniesiono tu trójnawową bazylikę, wkrótce potem przekształconą na pseudohalę zbliżoną do kościoła w Wiźnie. Wieś w pierwszej połowie XVI wieku otrzymała prawa miejskie, lecz na skutek niekorzystnych warunków nie rozwinęła się w miasto.
Wieś szlachecka położona była w drugiej połowie XVI wieku w powiecie ostrołęckim ziemi łomżyńskiej.
W latach 1921–1939 wieś leżała w województwie białostockim, w powiecie ostrołęckim, w gminie Troszyn. 1 kwietnia 1939 roku wchodzące w skład powiatu ostrołęckiego Kleczkowo przyłączono do województwa warszawskiego.
Według Powszechnego Spisu Ludności z 1921 roku wieś zamieszkiwało 490 osób, 465 było wyznania rzymskokatolickiego a 25 mojżeszowego. Jednocześnie wszyscy mieszkańcy zadeklarowali polską przynależność narodową. Było tu 76 budynków mieszkalnych. Miejscowość należała do miejscowej parafii rzymskokatolickiej. Podlegała pod Sąd Grodzki w Ostrołęce i Okręgowy w Łomży; we wsi mieścił się urząd pocztowy, który obsługiwał dużą część terenu gminy Troszyn.
W wyniku napaści ZSRR na Polskę we wrześniu 1939 miejscowość znalazła się pod okupacją sowiecką i weszła w skład Białoruskiej Socjalistycznej Republiki Radzieckiej (tzw. Zachodnia Białoruś). Po agresji III Rzeszy na ZSRR, w czerwcu 1941 Kleczkowo znalazło się pod okupacją niemiecką. Miejscowość została włączona w skład prowincji Prusy Wschodnie (Ostpreußen): Landkreis Scharfenwiese, Regierungsbezirk Zichenau (Rejencja Ciechanowska) III Rzeszy.
W latach 1954–1968 wieś należała i była siedzibą władz gromady Kleczkowo, po jej zniesieniu w gromadzie Piski. W latach 1975–1998 miejscowość administracyjnie należała do województwa ostrołęckiego.
W miejscowości znajduje się kościół, który jest siedzibą parafii św. Wawrzyńca.

## Zabytki
Do rejestru zabytków na terenie wsi Kleczkowo wpisane są:
- Zespół kościoła parafialnego św. Wawrzyńca (dawniej św. Marii Magdaleny) z ok. 1512-1518 roku, fundacji Jakuba Kleczkowskiego. Otoczony murem obronnym z bramą. W 1900 roku wybudowano nową dzwonnicę w miejscu gotyckiej z XVI wieku. W 1944 roku wysadzony przez Niemców i odbudowany staraniem księdza proboszcza Sawickiego w latach 1951–1954, według projektu inż. Rzepeckiego. W skład zespołu wchodzą: kościół, dzwonnica z XIX w., mury obronne, wikarówka. Nr rej. A-382 z 9.06.1958
- Kaplica cmentarna, 2 poł. XIX w. Nr rej.: 249 z 30.01.1986